# Дробышева, Нина Ивановна
Ни́на Ива́новна Дро́бышева (21 июля 1939, Ленинград — 27 июля 2023, Москва) — советская и российская актриса театра и кино. Народная артистка РСФСР (1985).

## Биография
Родилась 21 июля 1939 года в Ленинграде.
После школы поступила в драматическую студию при Ленинградском театре юного зрителя. Окончила её в 1960 году.
С 1958 года — актриса Ленинградского театра юного зрителя (совмещала с учёбой).
Переехала с мужем в Москву и в 1962 году устроилась работать в Театр имени Моссовета. На этой сцене известна, в том числе, ролью Эдит Пиаф в одноимённом спектакле, поставленном Борисом Щедриным по пьесе Виктора Легентова.
Триумфальной ролью в кино стала роль Саши Львовой (единственная главная роль актрисы в кино) в фильме Григория Чухрая «Чистое небо» (1961).
Умерла 27 июля 2023 года в Москве, на 85-м году жизни.
Церемония прощания прошла 29 июля 2023 года в театре Моссовета. Похоронена на Троекуровском кладбище.

## Личная жизнь
- Первый муж — Виталий Анатольевич Коняев (11 мая 1937 — 30 сентября 2023), советский и российский актёр театра и кино, народный артист Российской Федерации. Познакомились в 1960 году на съёмках фильма «Чистое небо». По окончании съёмок поженились, и жена переехала к мужу в московское общежитие. Брак продлился девять лет. После развода бывшие супруги оставались друзьями[2][4]. Виталий Коняев пережил свою первую супругу на два месяца[8].
  - Дочь — Елена Витальевна Дробышева (род. 3 декабря 1964)[2], российская актриса театра и кино, телеведущая.
    - Внук — Филипп Александрович Дробышев (род. 1990), живёт, учится и работает во Франции, владеет несколькими языками, включая японский[9][10].
- Второй муж — Вячеслав Михайлович Бутенко (род. 6 августа 1942), советский и российский актёр театра и кино, заслуженный артист Российской Федерации. Познакомились в Театре имени Моссовета, где оба работали. После расторжения брака поддерживали дружеские отношения[2][4].
  - Дочь — Христина[2] Вячеславовна Бутенко.

## Творчество

### Роли в театре

#### Театр имени Моссовета
- 1962 — «В дороге» В. С. Розова — Сима
- 1964 — «Цезарь и Клеопатра» Б. Шоу — Клеопатра
- 1965 — «На диком бреге» по роману Б. Н. Полевого — «Мура Правобережная»
- 1966 — «Затейник» В. С. Розова — Тамара
- 1967 — «Аплодисменты» В. С. Розова — Наташа
- «Театр Гарсиа Лорки» — башмачница
- «Бунт женщин» — дама в розовом
- «Глазами клоуна» — Генриетта
- «Моё сердце с тобой» — Поленька
- 1970 — «Эдит Пиаф» В. И. Легентова — Эдит Пиаф
- «Они сражались за Родину» — Зоя
- «Лилиом» — Юлия
- 1971 — «Золото, золото — сердце народное!» по Н. А. Некрасову — «Тройка»
- 1972 — «Поющие пески» А. П. Штейна — актриса, играющая Марютку
- 1974 — «Трамвай идёт в парк» — молодая кондукторша
- 1974 — «Турбаза» Э. C. Радзинского — Саша Душечкина
- «Сердце Луиджи» — Изабель
- 1975 — «Вечерний свет» А. Н. Арбузова — Инна Сергеевна
- «Пять углов» — Ляля
- «Похороны в Калифорнии» — вдова
- «Премьера» — Нелли
- «Мать Иисуса» А. М. Володина — Мария
- «Синее небо, а в нём облака» В. К. Арро — Сонечка
- «Чайка» А. П. Чехова — Ирина Николаевна Аркадина
- «Жёлтый ангел» — Она
- «Он пришёл» — Сибил Берлинг
- «Убийственная любовь» — главная роль
- «Кейкуок» — Лиллиан Хеллман
- «Дама! Дама! Ещё дама!..» по комедии «Игроки» Н. В. Гоголя— Степан Иванович Утешительный[11]
- «Долгое путешествие в ночь» — Мэри Кэван Тайрон
- «Морское путешествие 1933 года» — фрау Шмитт
- «Не всё коту масленица» А. Н. Островского — Феона
- «Р. Р. Р.» по роману «Преступление и наказание» Ф. М. Достоевского — Катерина Ивановна

Также играла в спектакле театра на Таганке «Горе от ума — Горе уму — Горе ума» по пьесе «Горе от ума» А. С. Грибоедова — старуха Хлёстова

## Фильмография
- 1955 — Два капитана — Саша, сестра Сани
- 1956 — Дорога правды — Катя
- 1957 — Бессмертная песня — Мария
- 1957 — На переломе — Света
- 1957 — Улица полна неожиданностей — эпизод
- 1958 — Отцы и дети — Дуняша, няня
- 1961 — Самые первые — Наташа
- 1961 — Чистое небо — Саша Львова (главная роль)
- 1963 — Русский лес — Поля Вихрова
- 1967 — Про чудеса человеческие — Лялька
- 1976 — Вечерний свет — Инна Сергеевна, балерина на пенсии
- 1983 — Будни прораба Зорина  (короткометражный)
- 1986 — Затянувшийся экзамен — Нина Николаевна
- 1988 — В связи с переходом на другую работу — Аглая
- 1989 — Пять углов — балерина Ляля
- 1990 — Враг народа — Бухарин — Мария Ильинична Ульянова
- 1991 — Ночлег. Пятница (короткометражный)
- 1993 — Роль — партнёрша
- 1994 — Добрые услуги (короткометражный)
- 2003 — Убийственная любовь (телеспектакль) — главная роль
- 2007 — Дом на Английской набережной — Лиза
- 2019 — Француз — Ольга Кирилловна Обрезкова
- 2020 — Волк — Искра Петрова

### Озвучивание мультфильмов
- 1982 — Тайна жёлтого куста[источник не указан 454 дня]

## Награды

### Государственные награды и звания
- 1973 — почётное звание «Заслуженный артист РСФСР» (28.04.1973).
- 1985 — почётное звание «Народный артист РСФСР» (26.11.1985).
- 2010 — Орден Почёта — за заслуги в развитии отечественной культуры и искусства, многолетнюю плодотворную деятельность[12].